# Klokot (Kosowo)
Klokot (serb.- cyrylica Клокот, alb. Kllokot) – miasto i gmina w południowo-wschodnim Kosowie (region Gnjilane).